# DVD Player (macOS)
DVD Player (nome completo: Apple DVD Player) è l'applicazione di macOS che legge i DVD. Supporta tutte le funzioni DVD standard, come le tracce multiple audio, video e sottotitoli, l'audio Dolby, gli URL DVD@ccess e la scelta del file VOB da aprire.
DVD Player si trova nel percorso /Applications/DVD Player.app.
DVD Player si installerà solo se il computer dispone di un lettore DVD al momento dell'installazione del sistema operativo. Esso è pienamente compatibile anche con i DVD masterizzati da DVD Studio Pro e iDVD, inclusi gli HD DVD di DVD Studio Pro (sebbene non ci siano lettori HD DVD per macOS).
Nel 2016, è l'unica applicazione a 32 bit rimasta in macOS come default.